# Forces armées du Burkina Faso
 (octobre 2023).
Si vous disposez d'ouvrages ou d'articles de référence ou si vous connaissez des sites web de qualité traitant du thème abordé ici, merci de compléter l'article en donnant les références utiles à sa vérifiabilité et en les liant à la section « Notes et références ».
Les Forces armées du Burkina Faso sont l'armée nationale de l'État africain du Burkina Faso. Elles comprennent l'armée de terre, l'armée de l'air, la gendarmerie nationale, la brigade nationale des sapeurs pompiers, le groupement central des armées. N'ayant pas d'accès à la mer, le Burkina Faso ne dispose pas de marine.

## Historique
L’Armée Nationale Burkinabè a été créée le 3 août 1960, par la loi No 74-60/AN. Elle s’est constituée sur les cendres de l’armée coloniale française et était composée d’officiers, de sous-officiers et de militaires du rang. À sa naissance, elle était constituée du 1er Bataillon de Haute-Volta qui était composé de cinq compagnies d’infanterie, soit deux à Bobo-Dioulasso et deux à Ouagadougou. Le transfert de commandement entre les autorités militaires françaises et voltaïques s’est effectué le  1er novembre 1961. Depuis lors, la fête anniversaire des Forces Armées Nationales est célébrée le 1er novembre chaque année.
Si à la création de l’armée Nationale, la Gendarmerie était prise en compte car déjà existante sur le terrain depuis juin 1939, il n’en était pas de même pour la force aérienne. En effet le premier embryon de cette entité fut créé le 25 novembre 1965, soit cinq ans après la création de l’Armée Nationale.
L’année 1968 voit la création du 2e Bataillon de Haute-Volta à Bobo-Dioulasso. À la faveur du conflit avec le Mali en 1974, plusieurs garnisons voient le jour.
Une importante restructuration intervient en 1985 avec la création de :
- six Régions Militaires (RM);
- six Groupements de Gendarmerie (GG) (Dori, Ouahigouya, Dédougou, Bobo, Ouaga, Fada) ;
- deux Régions Aériennes (Ouagadougou et Bobo).

Durant la guerre de la Bande d'Agacher, l'armée tente de résister à l'avancée de l’armée malienne en utilisant des méthodes de guérilla.
En 1994, il est décidé de la réduction du nombre des Régions Militaires à trois ainsi que la création de trois Régions de Gendarmerie (RG) ayant les mêmes limites et les mêmes chefs-lieux de postes de commandement (PC) que les Régions Militaires à savoir :
- Kaya pour les 1re RM et RG ;
- Bobo-Dioulasso pour les 2es RM et RG ;
- Ouagadougou pour les 3e RM et RG.

En 2011, plusieurs mutineries ont lieu au sein de l'armée lors de la révolte burkinabèe.

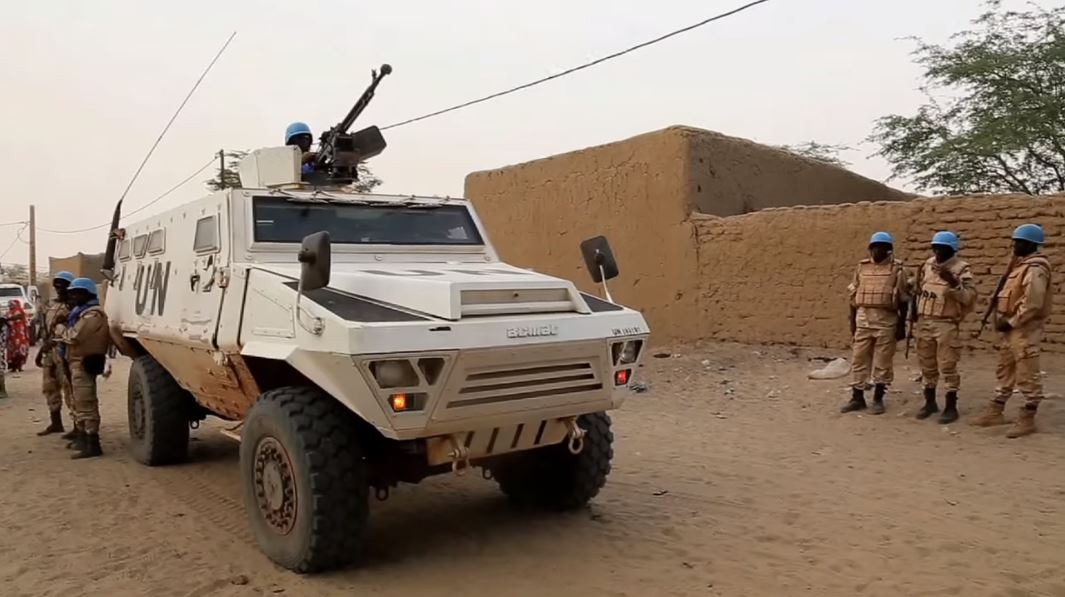
Blindé ACMAT Bastion du bataillon burkinabè déployé dans le cercle de Goundam en avril 2015.

En 2013, dans le cadre de la Mission internationale de soutien au Mali à la suite de l'insurrection touareg et islamiste qui frappe le pays, 500 soldats ont été déployés au sein de la MISMA au Mali où ils ont pris la relève des soldats français, à Tombouctou en particulier.
Les 28, 30 et 31 octobre 2014, des centaines de milliers de Burkinabé sont dans la rue pour protester contre la révision de l'article 37 de la constitution devant permettre à Blaise Compaoré au pouvoir depuis 1987 de se représenter à un nouveau mandat. L'Assemblée nationale est prise et brûlée, et Blaise Compaoré est contraint à la démission et à la fuite en Côte d'Ivoire dans sa belle-famille. Le général Honoré Traoré, chef d'état-major des armées à la suite décrète le couvre-feu, et tente d'assumer les fonctions de chef de l'État. Il promet des élections dans les plus brefs délais. Mais il est rejeté par une partie de la population qui l'estime trop proche du régime déchu. Le lieutenant-colonel Zida Yacouba Isaac, soutenu par la société civile détrône le général et s'autoproclame à son tour chef d'état. Contraint par la rue, il est obligé de remettre le pouvoir à son tour à Michel Kafando, un diplomate à la retraite choisi par consensus en mi-novembre 2014 après la rédaction d'une charte.
À la suite de l'agissement de groupes terroristes sahéliens depuis 2015 dans ce qui est appelé entre autres la guerre du Sahel ayant attaqué en autres des installations militaires au Burkina Faso, un accord de statut des forces est signée avec la France en décembre 2018 permettant aux forces de l’opération Barkhane d'opérer dans ce pays.
Entre le 4 avril 2015 et le 31 mai 2020, il avait répertorié 436 militaires burkinabè tués et 310 blessés par les djihadistes, 1 219 civils tués et 349 blessés par les djihadistes et 588 civils tués par les forces armées burkinabè.

## Organisation
Après les mutineries de 2011, d’importants changement sont entrepris en vue de calmer la troupe. Ainsi les principaux chefs militaires sont demis de leurs fonctions et remplacés par des hommes "acceptés" de la troupe. En outre certains régiments sont supprimés, d'autres fusionnent entre elles et on assiste même a des créations de nouveaux régiments comme les régiments interarmes. Toutefois le nombre de régions militaires et de gendarmerie est toujours maintenu à trois.
Depuis 2015, l'armée compte 3 régiments de soutien et 9 régiments de combat dont 5 régiments d'« infanterie commando » et 1 régiment de parachutistes. Le stationnement des unités est le suivant.
À partir de novembre 2022, le président Ibrahim Traoré, met sur pied de nouvelles unités mobiles, les bataillons d'intervention rapide.

### Armée de terre

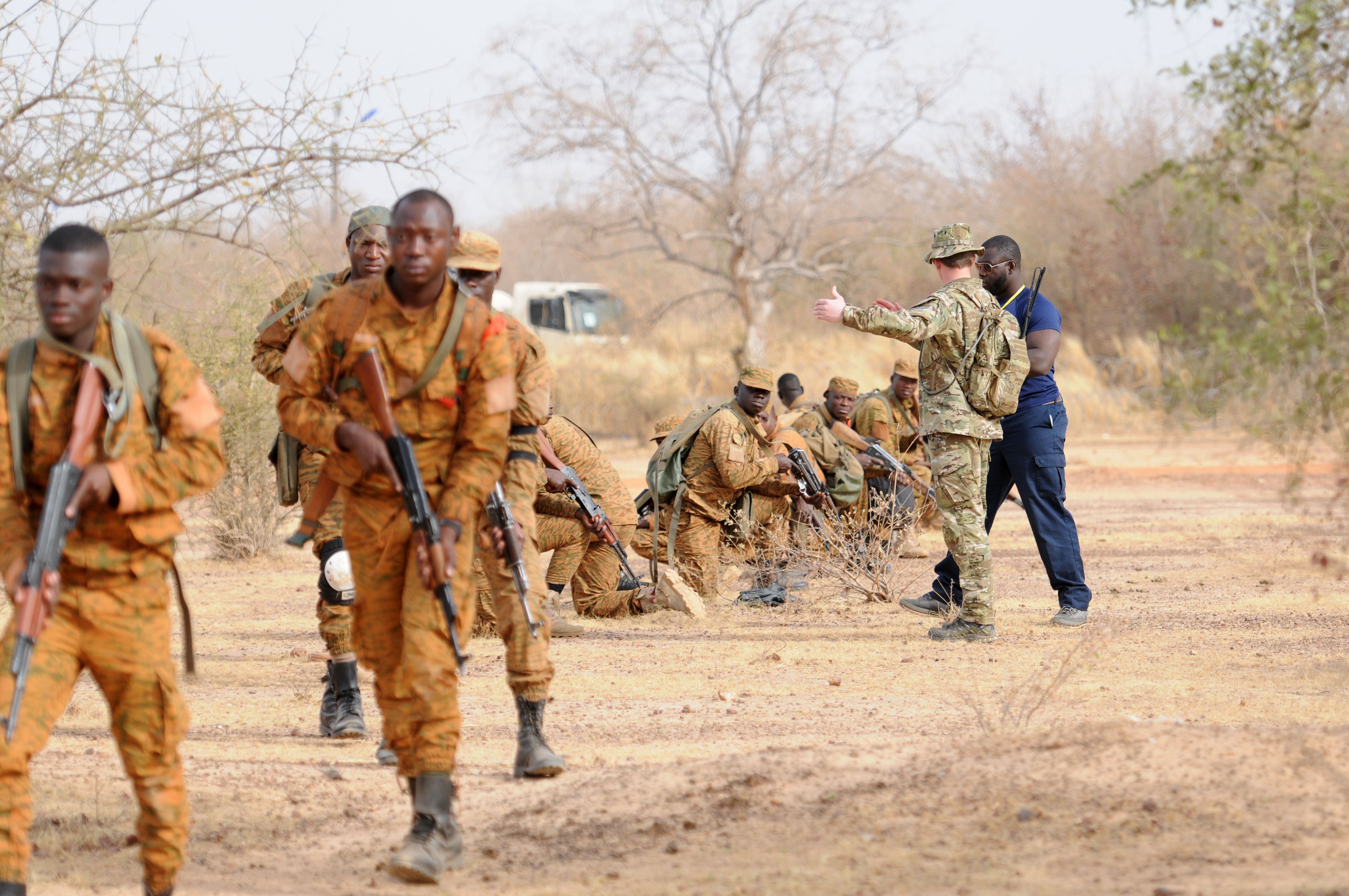
Entrainement de fantassins Burkinabé en 2017.

#### 1rerégionmilitaire
- 10e Régiment de Commandement, d'Appui et de Soutien (10e RCAS) basé à Kaya[9]
- 11e Régiment d'Infanterie Commando (11e RIC) basé à Dori[10]
- 12e Régiment d'Infanterie Commando (12e RIC) basé à Ouahigouya[10]
- Régiment d’artillerie (RA) stationné à Kaya[11]

#### 2erégionmilitaire
- 20e Régiment de Commandement, d'Appui et de Soutien (20e RCAS) basé à Bobo Dioulasso[12]
- 22e Régiment d'Infanterie Commando (22e RIC) basé à Gaoua[10]
- 23e Régiment d'Infanterie Commando (23e RIC) basé à Dédougou[10],[8]
- 24e Régiment Interarmes (24e RIA) stationné à Bobo Dioulasso[8],[13]
- 25e Régiment de Parachutiste Commando (25e RPC) basé à Bobo Dioulasso[8]

#### 3erégionmilitaire
- 30e Régiment de Commandement et de Soutien (30e RCS) basé au camp Baba Sy de Ouagadougou[14]
- 31e Régiment d'Infanterie Commando (31e RIC) basé à Tenkodogo[15]
- 34e Régiment Interarme (34e RIA) stationné à Fada N'gourma[8],[13]

#### Anciennes unités
- Régiment de sécurité présidentielle (RSP) basé au camp Naaba Koom II de Ouagadougou : dissout le 25 septembre 2015 à la suite d'une tentative de putsch.
- Régiment blindé (RB) basé à Fada N'Gourma : dissout en 2011 à la suite de mutineries[8]
- Régiment parachutiste-commando (RPC) de Dédougou : dissout en 2011 à la suite de mutineries[8]
- 21e Régiment d’infanterie commando (21e RIC) de Bobo-Dioulasso : dissout en 2011 à la suite de mutineries[8]
- 32e Régiment d’infanterie commando (32e RIC) de Fada N’Gourma : dissout en 2011 à la suite de mutineries[8]
- Centre d'instruction des Troupes Aéroportées (CITAP) basé à Bobo Dioulasso : dissout en 2011 à la suite de mutineries[8]
- Bataillon d'Intervention Aéroporté (BIA) basé à Koudougou dissout en 1987 après la prise de pouvoir de Blaise Compaoré
- Escadron de Transport et d'intervention Rapide (ETIR) basé à Kamboinsé dissout en 1987 après la prise de pouvoir de Blaise Compaoré

### Groupement Central des armées
Les éléments du groupement central des armées (GCA) sont stationnées dans les camps militaires Guillaume Ouedraogo et Sangoulé Lamizana de Ouagadougou. Toutefois des détachements existent auprès des autres régions militaires. Au sein du GCA on retrouve les unités suivantes :
- Bataillon de l’intendance

- Bataillon du matériel et du train

- Bataillon des transmissions stratégiques des armées

- Bataillon du génie militaire

- Bataillon de santé

- Bataillon de Commandement et de Soutien

### Force aérienne du Burkina Faso (FABF)
L'espace aérien national est divisé en 2 régions aériennes

#### 1rerégionaérienne
Sa capitale est Ouagadougou. Elle opère les sites suivants pour le compte de l'escadrille de transport
- Base aérienne 511 de Ouagadougou (principal) où se trouve l'escadrille de transport de la Force Aérienne du Burkina Faso (FABF)
- Base aérienne 134 de Kaya[16]
- Aérodrome de Ouahigouya
- Aérodrome de Dori
- Aérodrome et base aérienne 111[16] de Fada N'Gourma
- Aérodrome de Koudougou

#### 2erégionaérienne
Sa capitale est Bobo Dioulasso et elle a sous sa tutelle les sites suivants pour le compte de l'escadrille de chasse
- Base aérienne 210 de Bobo Dioulasso où se trouve l’escadrille de chasse de la Force aérienne du Burkina Faso (FABF)
- Aérodrome de Dédougou

### Brigade Nationale des Sapeurs Pompiers
La Brigade nationale de sapeurs-pompiers est une composante des Forces armées nationales mise à la disposition du ministère chargé de l’administration du territoire pour emploi dans le cadre de la sécurité civile.
La Brigade nationale de sapeurs-pompiers relève de l’État-Major général pour toutes les questions d’ordre militaire.
Le commandant de la Brigade nationale de sapeurs-pompiers a rang de chef d’État-major d’armée.
Elle compte six compagnies :
- 1re compagnie à Ouagadougou
- 2e compagnie à Bobo Dioulasso
- 3e compagnie à Koudougou
- 4e compagnie à Ouahigouya
- 5e compagnie à Banfora
- 6e compagnie à Boromo

## Grades et appellations
Il existe trois grands groupes de grades au sein des forces armées burkinabè. On distingue les militaires du rang, les sous-officiers et le groupe des officiers.
Militaires du Rang
- Soldat de 2e classe
- Soldat de 1re classe

- Caporal

Sous-officiers
- Sergent
- Sergent-chef
- Adjudant
- Adjudant-chef
- Adjudant-chef major

Officiers
- Officiers subalternes
  - Sous-lieutenant
  - Lieutenant
  - Capitaine
- Officiers supérieurs 
  - Commandant ou chef de bataillon (armée de terre) ou chef d’escadron (gendarmerie et cavalerie)
  - Lieutenant-colonel
  - Colonel
  - Colonel-major
- Officiers généraux
  - Général de brigade
  - Général de division
  - Général de corps d'armée
  - Général d'armée

## Engagements
Les forces armées du Burkina Faso ont été engagées à 2 reprises contre le voisin malien. La première fois en 1974 sur fond de différend frontalier n’entraîne que des échanges de tirs d'armes légères qui ne font aucune victime de part et d'autre. La seconde fois en 1985 connue sous le nom de guerre de Noël ou guerre de la bande d'Agacher.
Elles participent également à la guerre civile en Sierra Leone et au Liberia et sont confrontées depuis la fin des années 2010 a l'insurrection djihadiste au Burkina Faso.
Au titre des missions de maintien de la paix et celles de la CEDEAO, les forces armées du Burkina Faso sont déployées dans les conflits suivants :
- MINUSMA au Nord-Mali avec un bataillon renforcé de 990 hommes et un autre bataillon renforcé de 935 hommes ainsi que des officiers d'état major, soit près de 2 000 hommes plus un hélicoptère Mil Mi-17 et un avion de surveillance DA-42[18].
- MINUAD au Darfour avec un bataillon de 800 hommes et une FPU de 140 gendarmes[19].
- ECOMIB en Guinée-Bissau avec une FPU de 140 gendarmes.
- MINUSTHA
- MONUSCO
- MINUSS
- ONUCI
- Etc.

## Équipement

### Armée de terre

#### Camions de transport
- Camion ACMAT VLRA[20]
- Panhard A3 (84 livrés en 2012)[21]
- Panhard TC10 (48 livrés en 2012)[21]
- Panhard TC24 (32 livrés en 2012)[21]

#### Véhicules blindés
- ACMAT ALTV 45 (livrés en 2013)
- EE-9 Cascavel 63 (commandés en 1983-84)
- Panhard AML 82 (AML-90 et AML-60 livrés en 1975, autres livrés en 2006)
- Cobra[22]
- Ejder Yalcin[23]
- Gila APC 92
- ACMAT Bastion
- Eland 90
- M3 Panhard 47 (en service)
- Automitrailleuse 12 Daimler Ferret (en service)
- M8 Greyhound 103 (livrés en 1961)

#### Artillerie
- BM-21 A et B
- BM-14
- Type 63 LRMS
- Obusier M101

#### Défense anti-aérienne et canons
- 9K34 Strela-3
- 9K32 Strela-2
- ZPU-2
- ZU-23-2
- 57 mm AZP S-60
- M621
- M43

#### Mitrailleuses[24]
- FN MAG
- Browning M2
- AA-52
- KPV
- PK
- Browning M1919A4

#### Fusils[24]
- SIG-Manurhin SG-540/542/543 (police et gendarmerie nationale)
- HK G3
- Beretta AR-70 (utilisés par la police)
- AK-47 & AKM (utilisés par les militaires et paramilitaires)
- MAS 49/56

#### Pistolets mitrailleurs[24]
- Beretta M12S
- MAT 49
- UZI

#### Pistolets[24]
- MAB P15
- MAC 50
- Walther PP
- Zastava CZ99

#### Armes Antichars
- RPG-7
- Carl Gustav M2
- LRAC F1

#### Armements anciens (maintenus en réserve?)[25]
- Pistolet Automatique Modèle 1935A & Pistolet Automatique Modèle 1935S
- MAS 38
- MAS 36 & MAS 49/56
- MAC 24/29
- MR-73-G

### Force aérienne

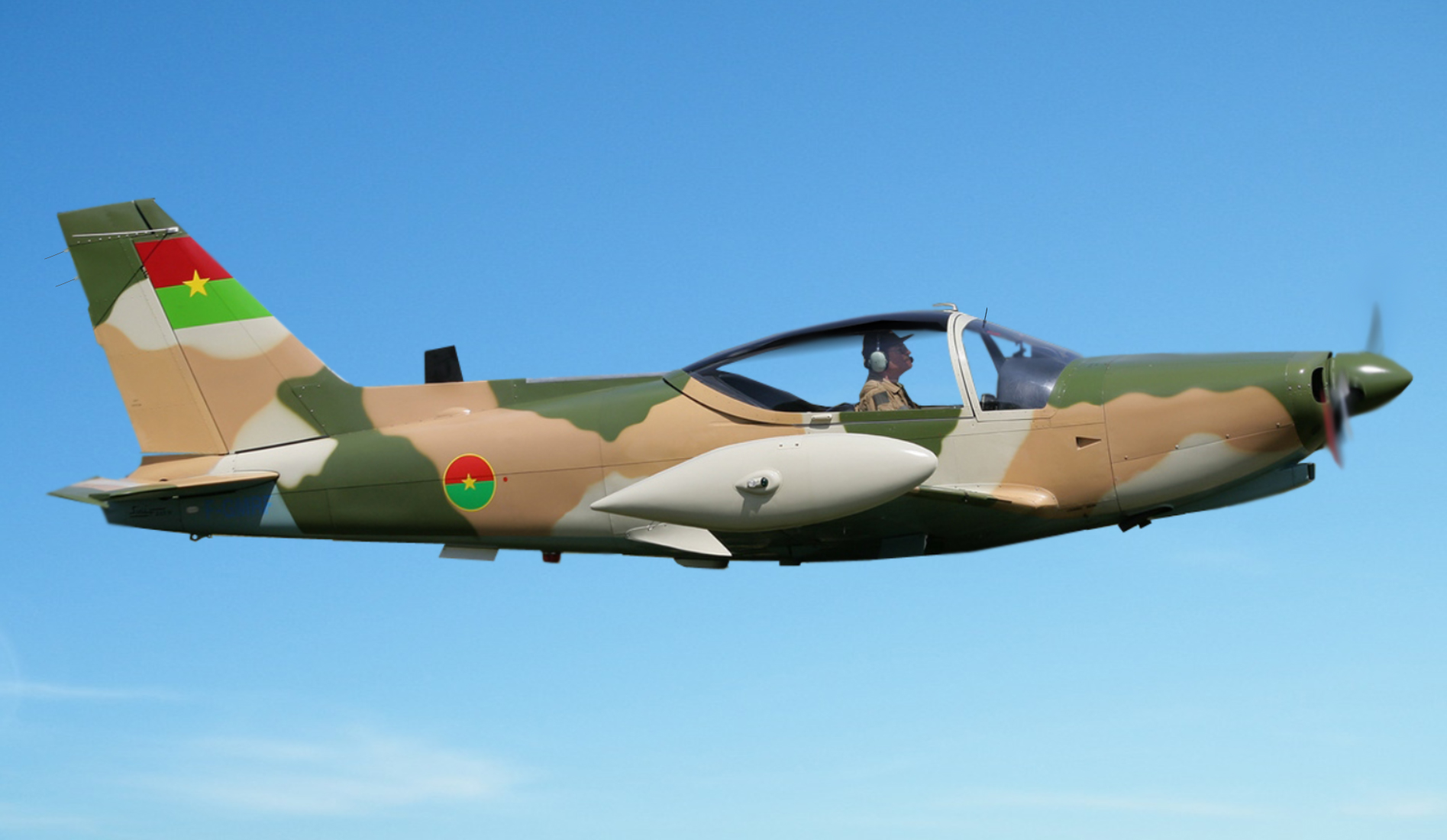
Un SIAI-Marchetti SF-260WL Warrior, aux couleurs du Burkina Faso, des Ailes anciennes les Mureaux.

Initialement baptisée « Escadrille de la République de Haute-Volta » en 1964 et « Force aérienne de Haute-Volta » en 1970, elle fut renommée en « Force aérienne du Burkina Faso » (FABF) en octobre 1985. Elle comprend peu après l'indépendance 2 Douglas C-47 Skytrain et 3 Max-Holste MH-1521 Broussard.
En 1984, la Libye sous Mouammar Kadhafi apporte un soutien à la force aérienne burkinabè en lui fournissant 10 Mikoyan-Gourevitch MiG-21 et quelques MiG-17. Ils ne sont plus en service.
Elle acquiert en 2005 à la Russie 2 hélicoptères d'attaques Mil Mi-24 en réponse apparente à la crise politico-militaire en Côte d'Ivoire.

#### Inventaire
Elle comprend une trentaine d'aéronefs pour un personnel actif de 600 hommes au total en 2013.
| Aéronef                   | Type                                  | Versions            | En service | Notes                                                                   |
| ------------------------- | ------------------------------------- | ------------------- | ---------- | ----------------------------------------------------------------------- |
| Embraer EMB 314           | attaque légère et lutte anti-guérilla | AT-29B Super Tucano | 3          | 6 commandés, 3 livrés en 2013                                           |
| Airtech CN-235            | avion cargo                           | CASA CN-235-220 M   | 1          | livré en 2007                                                           |
| Celier Xenon 2 (en)       | autogire                              | Celier Xenon 2      | 2          | livrés en 2010                                                          |
| Eurocopter AS365 Dauphin  | hélicoptère utilitaire                | SA 365 N            | 2          |                                                                         |
| Eurocopter AS350 Écureuil | hélicoptère utilitaire                | AS 350 B2           | 2          | 2 exemplaires depuis 1991                                               |
| Diamond DA42              | avion de surveillance                 | DA42NG              | 1          | livré en 2016                                                           |
| Mil Mi-17                 | hélicoptère utilitaire                | Mi-17               | 8          | 4 Mi-171SH commandés en 2017                                            |
| Mil Mi-35                 | hélicoptère d'attaque                 | Mi-35 Hind-E        | 4          | Livrés en 2005                                                          |
| Bell UH-1 Iroquois        | hélicoptère de transport              | UH-1H               | 2          | Livrés en 2017 par Taïwan, 3 autres promis en 2018,                     |
| Beechcraft Super King Air | avion utilitaire                      | Super King Air 200  | 1          |                                                                         |
| Beechcraft 200            | avion utilitaire                      | B200                | 1          |                                                                         |
| Humbert Tétras            | avion de surveillance                 |                     | 3          | Livrés en 2013. Un autre livré en décembre 2020, un autre prévu en 2021 |
| Boeing 727                | Avion de transport VIP                | B727-200            | 1          |                                                                         |
| AgustaWestland AW139      | Avion de transport VIP                | AW139               | 1          | Livré en 2016                                                           |
| Reims 172 Skyhawk         | avion de liaison                      | F172 N              | 1          |                                                                         |
| Reims 337 Skymaster       | avion de liaison                      | F337 D              | 1          |                                                                         |
| Air Tractor AT-802        | pulvériseur agricole                  | AT802               | 1          |                                                                         |
| Piper PA-34               | avion de liaison                      | PA-34               | 1          |                                                                         |

Anciens aéronefs
| Aéronef                   | Type                                      | Versions                | Nombre | Notes |
| ------------------------- | ----------------------------------------- | ----------------------- | ------ | --- |
| Mikoyan-Gourevitch MiG-21 | avion de chasse supersonique/Intercepteur | 8 MiG-21bis, 2 MiG-21UM | 12     | 12 avions envoyés par la Libye de Khadafi dans les années 1980                                                                                      |
| Mikoyan-Gourevitch MiG-17 | avion chasseur-bombardier                 | MiG-17F                 | 1      | Sert comme décoratif a l'entrée de la base 511. |
| Mil Mi-8                  | hélicoptère utilitaire                    | Mi-8 V Mi-8 S           | 2 1    | transport tactique |
| SIAI Marchetti SF.260     | Attaque légère et lutte anti-guerilla     | SF.260W                 | 19     | Le Burkina Faso reçoit 19 appareils de la Libye, de Philippines et d'Italie. 6 d'entre eux, des SF-260W, sont revendus sur le marché civil en 2006. |
| Nord-Aviation N262        | avion de transport tactique               | Nord 262 C              | 2      | transport tactique |
| Boeing 727                | Avion de transport VIP                    | Boeing 727-100          | 1      | Avion présidentiel (immatriculé XT BBE) |
| Beechcraft King Air       | avion utilitaire                          | Super King Air 200      | 1      | 2 exemplaires livrés en 1991. 1 toujours en service                                                                                                 |
| Avro 748                  | avion utilitaire                          | HS.748 2A               | 1      | transport tactique |
| Air Tractor AT-802        | pulvériseur agricole                      | AT802A                  | 1      | |
| Alouette III              | hélicoptère utilitaire                    | SA 316B                 | 1      | |
| Bayraktar TB2             | Drone d'attaque et de surveillance        | TB2                     | 5      | Livre Aout 2022 |
| Bayraktar Akinci          | Drone derniere generation                 | Akinci                  | 12     | Livre Avril 2024 |